# Ganggräber von Resmo

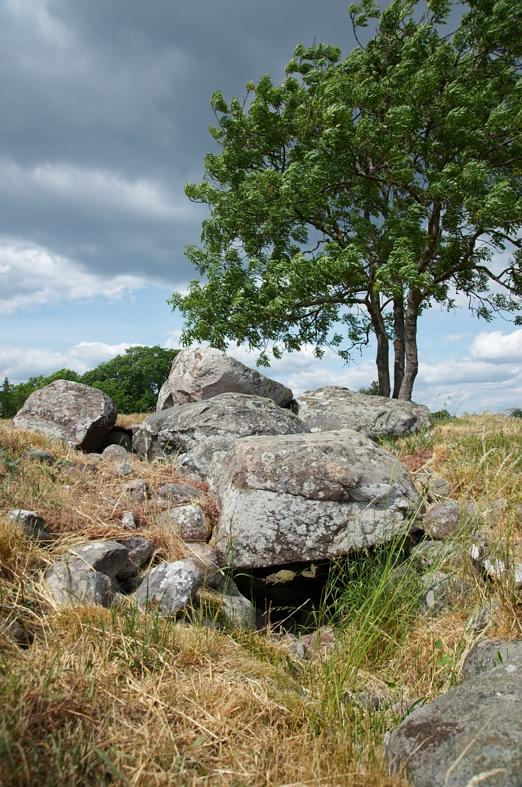
Ganggrab bei Mysinge

Die Ganggräber von Resmo (fälschlich auch Dolmen genannt) auf Öland, östlich von Mörbylånga, sind vier völlig isolierte Ganggräber und das einzige Vorkommen von Großsteingräbern auf der schwedischen Insel und das östlichste in Skandinavien. Die Ganggräber entstanden zwischen 3500 und 2800 v. Chr. als Megalithanlagen der Trichterbecherkultur (TBK). Das Ganggrab ist eine Bauform jungsteinzeitlicher Megalithanlagen, die aus einer Kammer und einem baulich abgesetzten, lateralen Gang besteht. Diese Form ist primär in Dänemark, Deutschland und Skandinavien, sowie vereinzelt in Frankreich und den Niederlanden zu finden. Neolithische Monumente sind Ausdruck der Kultur und Ideologie neolithischer Gesellschaften. Ihre Entstehung und Funktion gelten als Kennzeichen der sozialen Entwicklung.

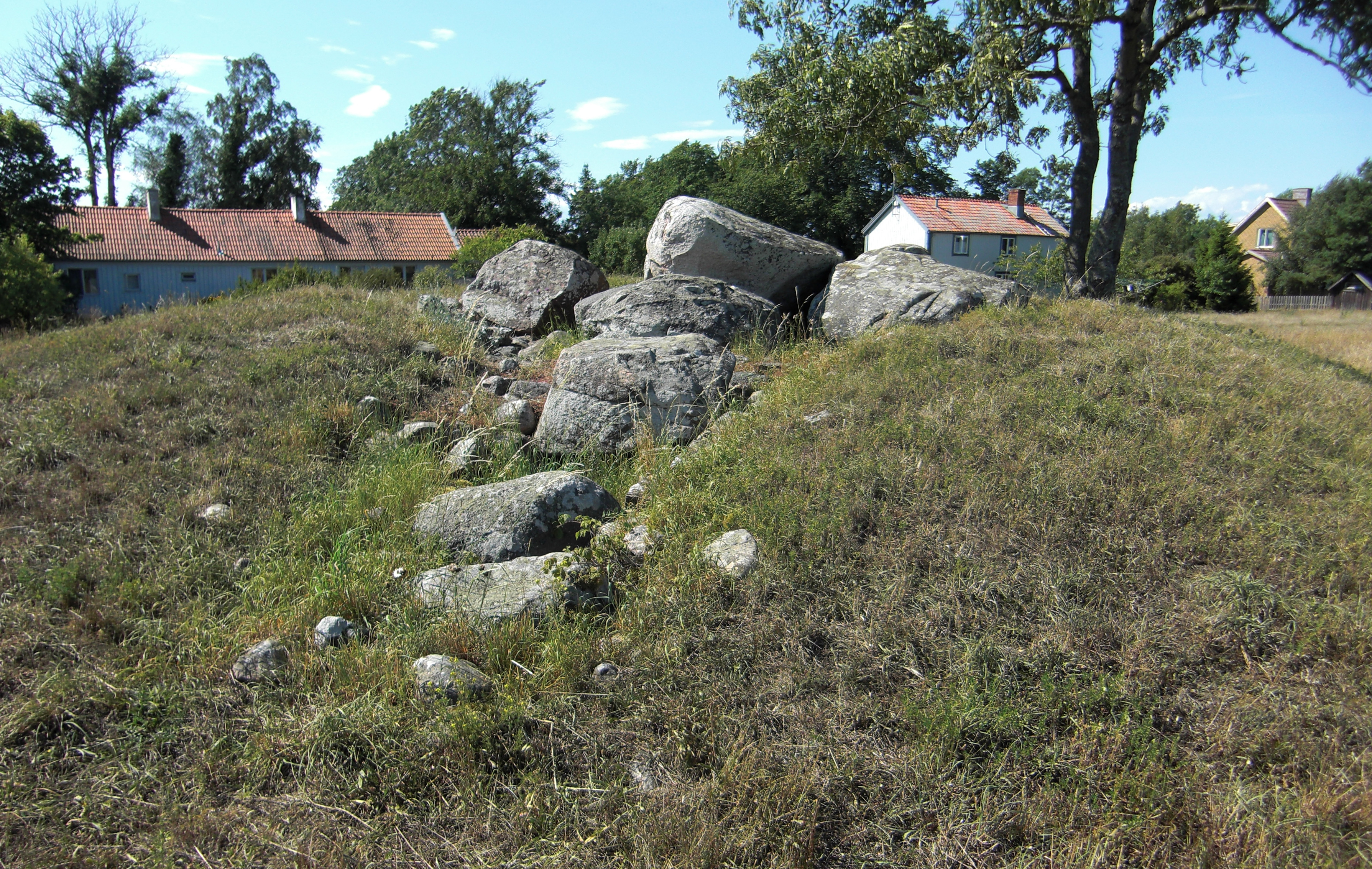
Ganggrab bei Mysinge

## Beschreibung
Die 1908 von T. J. Arne untersuchten ovalen Kammern zeigen eine Verwandtschaft mit den schonischen Megalithgräbern von Hagestad Carlshögen (Hagestad No. 14) und Ramshög (Hagestad No. 8). Eine vertikale Steinplatte im Zwischenmauerwerk kommt ähnlich bei der Anlage von Carlshögen, aber auch bei einigen inseldänischen und rügener Anlagen vor. Zwei der Anlagen sind weitestgehend zerstört. Die anderen beiden sind zumindest teilweise erhalten. In der Nähe befindet sich ein Treudd.

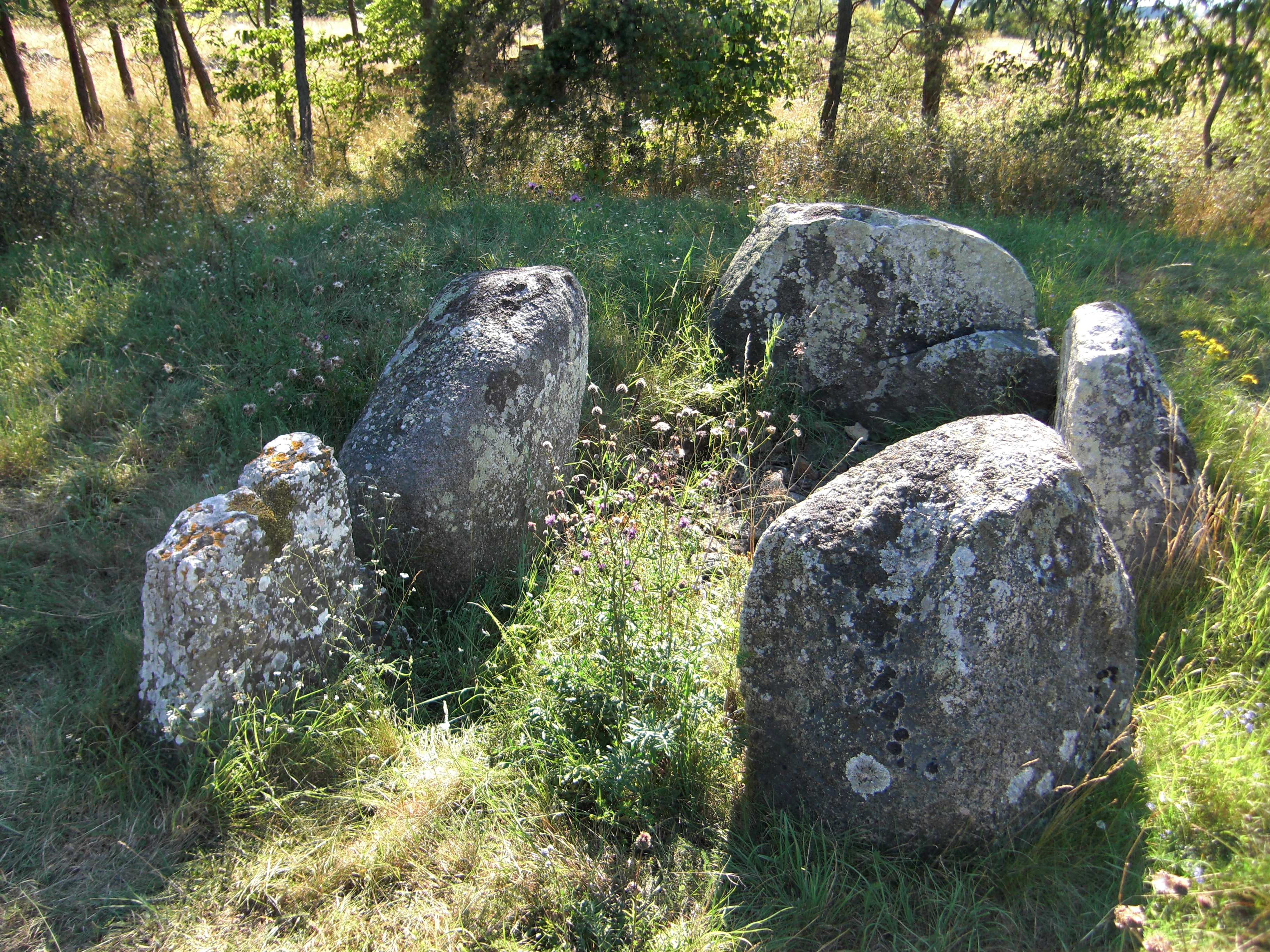
Dolmen Resmo 32:1

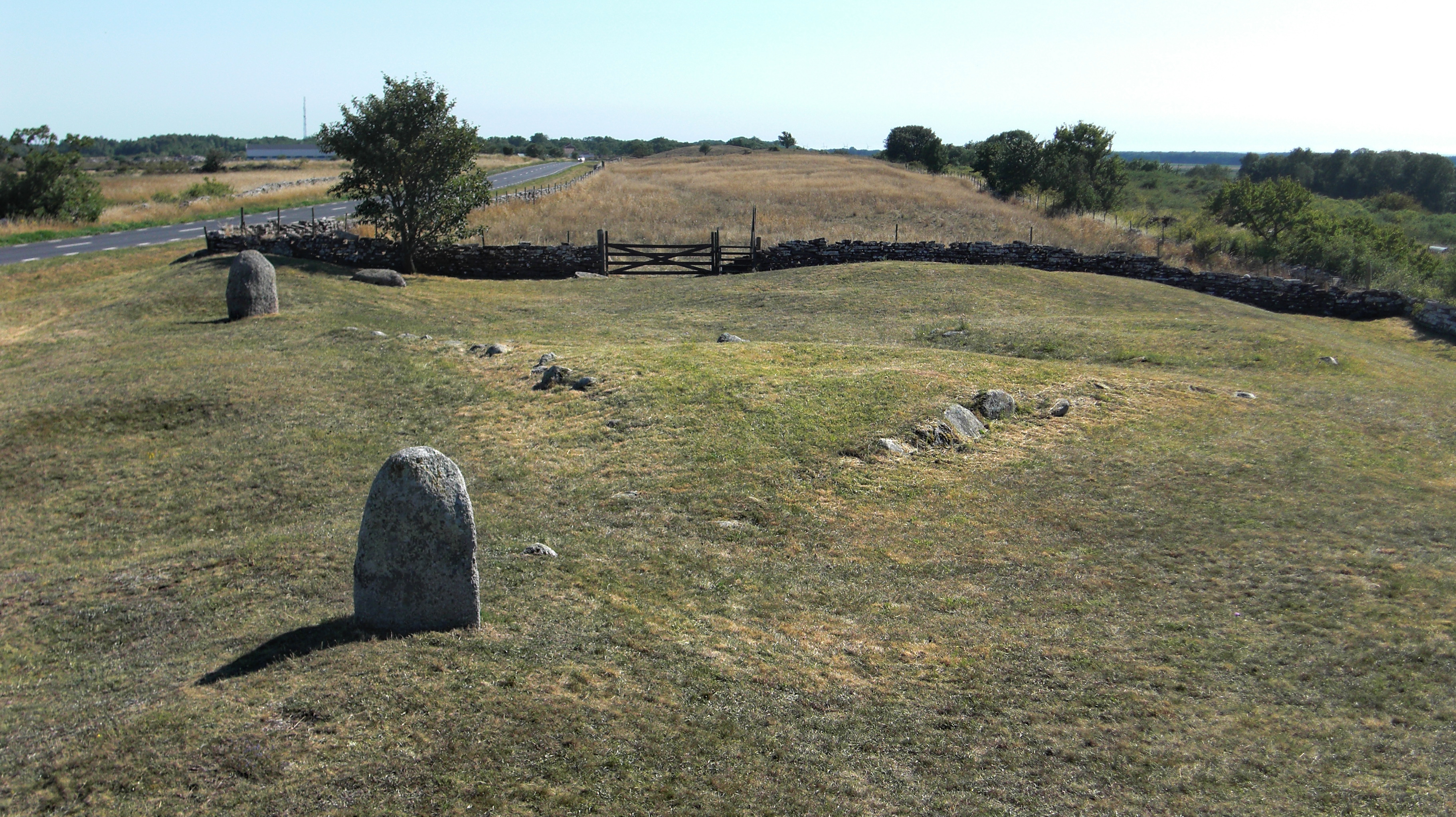
Der Treudd von Resmo

## Resmo 84:1
Koordinaten: 56° 31′ 20,08″ N, 16° 26′ 24,84″ O
Das Ganggrab liegt westlich der Straße 136 in Mysinge. Die umliegenden Steine lassen sich nicht genau zuordnen. Die nördlichen großen Steine sind vermutlich ehemalige Tragsteine. Etwas abseits liegt ein ehemaliger Deckstein. Der andere befindet sich noch halbwegs auf der Kammer.

## Resmo 32:1
Koordinaten: 56° 32′ 34,35″ N, 16° 26′ 38,91″ O
Das Ganggrab liegt westlich der Straße 136 am Ortsausgang von Resmo in Richtung Norden, etwa 170 m nördlich der Kirche von Resmo. Da ein Endstein fehlt, lässt sich die Größe der Kammer nicht feststellen. Von dem Dolmen sind noch sechs Tragsteine erhalten, während alle Decksteine fehlen.